# محركات ديزل ثنائية الأشواط
محرك ديزل ثنائي الاشواط هو محرك احتراق داخلي، تتكرر دورة الطاقة فيه خلال لفة واحدة لعمود المرفق، مختلفا بذلك عن المحرك رباعي الاشواط حيث تتكرر دورة الطاقة هناك خلال لفتين لعمود المرفق.

## التكوين
يتركب محرك الديزل ثنائي الاشواط من مكبس ذو عمود، ومن قميص به فتحات الشحن بالهواء ويغلق القميص من الاعلى برأس اسطوانة يحتوي على صمام للعادم وبخاخ للوقود وصمام لهواء بدء الحركة.
عمود المكبس يتصل بكتلة ذات محور تسمى الاخمص، الاخمص يتصل بعمود المرفق عن طريق عمود التوصيل.
هناك عمود كامات للتحكم بتوقيت حقن الوقود وفتح صمام العادم.

## طريقة العمل
مثل كل محركات الاحتراق الداخلي يحتاج محرك ديزل ثنائي الاشواط إلى أن يدار قليلا عن طريق قوة خارجية ليبدأ العمل، القوة المستخدمة هنا هي الهواء المضغوط (حوالي 30 بار).
يدخل الهواء المضغوط من خلال صمام هواء بدء الحركة إلى داخل الاسطوانة ويدفع المكبس إلى الاسفل والذي بدوره يدفع الاخمص ومن ثم عمود التوصيل لكي يدير عمود المرفق.

تحويل الحركة الترددية إلى دوران

دوران عمود المرفق يدفع أحد المكابس الأخرى إلى الاعلى ضاغطا الهواء الموجود في الاسطوانة بنسبة كبيرة جدا مما يتسبب في ارتفاع درجة حرارته، ثم عن النقطة الميتة العليا تقريبا يحقن الوقود من خلال البخاخ فيختلط مع الهواء الساخن وينفجر، الانفجار يدفع المكبس إلى الاسفل كما حدث خلال دورة هواء بدء الحركة الأولى وفي النهاية يدور عمود المرفق مرة أخرى ليدفع المكبس التالي إلى الاعلى.
قبيل وصول المكبس إلى فتحات هواء الشحن يفتح صمام العادم للتخلص من غازات الاحتراق وتقليل الضغط داخل الاسطوانة إلى أقل من ضغط هواء الشحن، ثم عندما يفسح المكبس الطريق لفتحات هواء الشحن يدخل الهواء بينما صمام العادم لا يزال مفتوحا لكسح الغازات العادمة. بعد مروره في النقطة الميتة السفلى يصعد المكبس مرة ثانية لكي يستر فتحات هواء الشحن وتبدأ بذلك مرحلة الكبس إلى أن يصل المكبس إلى النقطة الميتة العليا وييحقن الوقود مرة أخرى وهكذا.

## الشاحن التربيني
تحتاج محركات الديزل ثنائية الاشواط إلى أن تتزود بهواء ضغطه أعلى من الجوي، وذلك لعدم وجود شوط لسحب الهواء من الجو مثل المحركات رباعية الاشواط ويستخدم لذلك الشاحن التربيني:
الغازات العادمة التي ينتجها الانفجار داخل الاسطوانة ليست عادمة تماما، بل لا يزال بها بعض الطاقة التي ستستخدم لإدارة التربينة التي بدورها تدير ضاغطا للهواء. يسحب الضاغط الهواء من الجو ويمرره من خلال مبرد إلى مستودع هواء الشحن الموصول مباشرة مع فتحات هواء الشحن في قميص الاسطوانة.

## توقيت العمليات
لكي يتمكن محرك الديزل من العمل بفعالية، أو العمل أساسا، يجب أن تحدث عملياته المختلفة (فتح صمام العادم، حقن الوقود، فتح صمام بدء الحركة..) بالتوقيت الصحيح.
فإن تم حقن الوقود مثلا قبل النقطة الميتة العليا بكثير، فقد يحدث الانفجار قبل وصول المكبس إلى أعلى نقطة ومنثم سيحاول الانفجار دفعه بالاتجاه المعاكس لاتجاه الدوران، أو إن تأخر الحقن كثيرا بعد النقطة الميتة العليا فستكون درجة حرارة الهواء قد انخفضت وكبر حجم الحيز بين المكبس والقميص فيكون احتراق الوقود بطيئا وغير مكتمل، وهو ما يقلل القوة الفاعلة بالمكبس ويرفع من درجة حرارة الغازات العادمة كثيرا (طاقة ستفقد إلى الهواء الجوي).
و كذلك إن تأخر فتح صمام الغازات العادمة فستكون كمية الهواء النقي الداخلة إلى الاسطوانة أقل وتهوئة الاسطوانة أقل كذلك، وعند الوصول إلى مرحلة الحقن لا يكون هنالك الكمية المناسبة من الهواء لحرق كل كمية الوقود المحقونة. وإن فتح صمام العادم مبكرا فإن طاقة كبيرة لا زالت فيه ستفقد.

### عمود الكامات
الكامة في شكلها الابسط هي قرص سميك مثقوب في غير مركزه، يدخل محور في الثقب وفوق القرص يوضع عمود أو ما شابه. وعند دوران المحور تتسبب اللامركزية في جعل سطح القرص الجانبي يؤثر في العمود دفعا أو إخلاءا.
```

كامة معقدة

لكن إن تطلب الأمر أن تكون سرعة دفع العمود الموضوع على الكامة أكبر من سرعة إخلائه فسيكون شكل الكامة أعقد قليلا.
```

كامة بسيطة

لمحركات الديزل ذات الشوطين كامة واحدة على الاقل لكل اسطوانة وهي لحقن الوقود، المحركات التي بها صمام للعادم يكون لها كامة أخرى لفتح صمام العادم.

### موزع هواء بدء الحركة
لكي يتمكن المحرك من بدء الحركة وفي الاتجاه المطلوب يجب أن يدخل هواء بدء الحركة المضغوط إلى الاسطوانة المطلوبة عندما يكون عمود التوصيل مائلا بالزاوية المناسبة.
إن كان عمود التوصيل مائلا نحو اليسار مثلا فسيدور المحرك مع عقارب الساعة وعكسها صحيح.
تفتح صمامات بدء الحركة عن طريق هواء يصلها من موزع هواء بدء التشغيل، هنالك أنواع مختلفة من موزعات هواء بدء التشغيل منها، على سبيل المثال، الموزع ذو الكامات. وهو عمود كامات فوقه صمامات تفتح بتوقيت تحدده زوايا الكامات.
هواء الموزع يصل إلى صمام هواء بدء الحركة ويفتحه لكي يمر هواء بدء الحركة من خلاله